# Cestrum hirtum
Cestrum hirtum là loài thực vật có hoa trong họ Cà. Loài này được Sw. mô tả khoa học đầu tiên năm 1788.